# Stars and the Sea
Stars and the Sea es el segundo álbum de estudio de la banda de Indie rock, Boy Kill Boy. Fue lanzado el 31 de marzo de 2008. Fue grabado en tres estudios ubicados en Cornualles, Brighton, y Los Ángeles. La canción "Loud and Clear" está disponible para su descarga gratuita en la página web oficial de la banda.
Mucha deliberación fue creada con respecto al nombre del álbum. En la edición de diciembre de 2007 de Uncut, la revista denunció que este era un álbum homónimo, también HMV tenía el nombre de "Loud and Clear", aunque MTV2UK y Amazon lo hubieran llamado Stars and the Sea. Finalmente, fue anunciado a principios de noviembre de 2007 que llamaron al álbum por estas razones.
Llegó al puesto #98 en los charts, el 6 de abril de 2008. El álbum tuvo muy bajas ventas.

## Lista de canciones
| N.º | Título            | Duración |  |
| 1.  | «Promises»        | 3:30     |  |
| 2.  | «No Conversation» | 3:59     |  |
| 3.  | «Be Somebody»     | 3:26     |  |
| 4.  | «Loud and Clear»  | 3:39     |  |
| 5.  | «Paris»           | 3:52     |  |
| 6.  | «A OK»            | 4:13     |  |
| 7.  | «Ready to Go»     | 4:12     |  |
| 8.  | «Rosie's on Fire» | 3:33     |  |
| 9.  | «Kidda Kidda»     | 4:40     |  |
| 10. | «Pen & Ink»       | 3:18     |  |
| 11. | «Two Souls»       | 4:38     |  |

- Datos: Q4050062